# Ferrovia ad alta velocità Cordova-Málaga
La ferrovia ad alta velocità Cordova–Málaga è una linea ferroviaria spagnola che connette le città di Cordova e Malaga.

## Caratteristiche tecniche
La linea è lunga 154,5 km, di questi 25 distribuiti in 8 gallerie e 11 distribuiti in 19 viadotti e il raggio di curvatura è 7.250 m. L'intero linea è a doppio binario banalizzata ed elettrificata 1 x 25 kV 50 Hz CA, la pendenza massima è del 27 per mille, lo scartamento è quello standard (1435 mm) e in ossequio alle norme dell'Unione europea è attrezzata con ERTMS. Su tutta la linea sono possibili comunicazioni terra-treno con il sistema GSM-R.
La linea è stata progettata e costruita per operare ad una velocità di 300 km/h, il tragitto parte da Córdoba dove si dirama dalla linea Madrid–Siviglia ed arriva fino a Málaga realizzando quindi un collegamento tra la capitale iberica e le due città più importanti dell'Andalusia.

## Percorso
Le stazioni incontrate lungo il tragitto sono stazione di Córdoba Central, stazione di Puente Genil-Herrera, stazione di Antequera-Santa Ana e stazione di Málaga-María Zambrano.
| Stazione                          | Città        | Progr. Km |
| --------------------------------- | ------------ | --------- |
| Stazione di Córdoba Central       | Córdoba      | 0         |
| Stazione di Puente Genil-Herrera  | Puente Genil | 61,4      |
| Stazione di Antequera-Santa Ana   | Antequera    | 96,6      |
| Stazione di Málaga-María Zambrano | Malaga       | 154,5     |